# Spring Came, Rain Fell
Spring Came, Rain Fell är Club 8:s fjärde studioalbum, utgivet 2002 på svenska Labrador och amerikanska Hidden Agenda Records. Skivan utgavs även i året efter med två bonuslåtar och 2005 i Sydkorea, också med två bonuslåtar (dock inte samma som på Italien-utgåvan). 2008 återutgavs skivan av Labrador med fem bonuslåtar.

## Låtlista

### Originalutgåvan
1. "We're Simple Minds"
2. "Spring Came, Rain Fell"
3. "Spring Song"
4. "Close to Me"
5. "Baby, I'm Not Sure If This Is Love"
6. "The Chance I Deserve"
7. "I Give Up Too"
8. "Friends and Lovers"
9. "Teenage Life"
10. "Karen Song"
11. "The Girl with the Northern Soul Collection"
12. "We Set Ourselves Free"

### 2003 års italienska utgåva
1. "We're Simple Minds"
2. "Spring Came, Rain Fell"
3. "Spring Song"
4. "Close to Me"
5. "Baby, I'm Not Sure If This Is Love"
6. "The Chance I Deserve"
7. "I Give Up Too"
8. "Friends and Lovers"
9. "Teenage Life"
10. "Karen Song"
11. "The Girl with the Northern Soul Collection"
12. "We Set Ourselves Free"
13. "Love in December (Vs. Les Espions)"
14. "A Place in My Heart Vs. Les Espions)"

### 2005 års sydkoreanska utgåva
1. "We're Simple Minds"
2. "Spring Came, Rain Fell"
3. "Spring Song"
4. "Close to Me"
5. "Baby, I'm Not Sure If This Is Love"
6. "The Chance I Deserve"
7. "I Give Up Too"
8. "Friends and Lovers"
9. "Teenage Life"
10. "Karen Song"
11. "The Girl with the Northern Soul Collection"
12. "We Set Ourselves Free"
13. "Mournings"
14. "Sounds from the Gulf Stream (Instrumental)"

### 2008 års svenska utgåva
1. "We're Simple Minds"
2. "Spring Came, Rain Fell"
3. "Spring Song"
4. "Close to Me"
5. "Baby, I'm Not Sure If This Is Love"
6. "The Chance I Deserve"
7. "I Give Up Too"
8. "Friends and Lovers"
9. "Teenage Life"
10. "Karen Song"
11. "The Girl with the Northern Soul Collection"
12. "We Set Ourselves Free"
13. "Things We Share"
14. "Mornings"
15. "You and Me"
16. "Don't Stop the Night"
17. "Sounds from the Gulfstream"

### Fotnoter
1. ↑  ”Spring Came, Rain Fell”. Discogs.com. http://www.discogs.com/Club-8-Spring-Came-Rain-Fell/release/2067700. Läst 12 april 2012.